# Akwarium (film)
Akwarium – film produkcji polsko-niemiecko-ukraińskiej na podstawie powieści Wiktora Suworowa o tym samym tytule; dramat sensacyjny, polityczny, psychologiczny i szpiegowski. Reżyserem filmu jest Antoni Krauze, który wraz z Janem Purzyckim napisał też scenariusz tej produkcji.

## Treść
Podstawą fabuły są dramatyczne losy autora powieści stanowiącej pierwowzór. W toku akcji zaprezentowano metody stosowane w procesie kształtowania agenta przez system totalitarny, a także środki, jakimi w działalności operacyjnej posługują się zwierzchnicy agenta (przede wszystkim prowokacja i przemoc). Główny bohater – Suworow, nie potrafi dostosować się do sytuacji, w której występuje jako bezwolny wykonawca rozkazów, lecz także z trudem może wejść w rolę zdrajcy, jaką ostatecznie wymuszają na nim okoliczności.

## Obsada
Obsada aktorska:
- Jurij Smolskij jako Wiktor Suworow
- Janusz Gajos jako pułkownik Nikołaj Krawcow
- Witold Pyrkosz jako gen. Galicyn – „Nawigator”, szef rezydentury GRU w Wiedniu
- Oleg Maslennikow jako Gienek, agent GRU w Wiedniu
- Borys Litwin jako Kir
- Wiaczesław Słanko jako pułkownik GRU
- Jewgienij Papiernyj jako egzaminator GRU
- Henryk Bista jako właściciel firmy zwerbowany przez Suworowa na targach zbrojeniowych
- Alex Murphy jako Amerykanin zwerbowany przez Suworowa
- Igor Czernicki jako inżynier „okularnik”
- Władimir Abazopuło jako instruktor Specnazu
- Paweł Nowisz jako żywcem palony
- Tadeusz Wojtych jako chłop niemiecki zwerbowany przez GRU
- Wiktor Daniłow jako śledczy KGB
- Anatolij Jurczenko jako pułkownik-obserwator na manewrach
- Wiktor Biełousow jako pierwszy szyfrant
- Swietłana Mielnikowa jako Tania
- Stanisław Brejdygant jako dyplomata brytyjski
- Willfried Fuchs jako agent brytyjski
- Władimir Abramuszkin jako ekspert GRU
- Wiesław Adamowski
- Adam Musiał jako agent GRU
- Jerzy Piaseczny
- Marek Piestrak
- Igor Szelest
- Krzysztof Żelichowski
- Ilja Zmiejew jako ekspert GRU
- Michał Banach jako piwosz

Obsada dubbingu:
- Zbigniew Suszyński jako Wiktor Suworow

## Powiązane
- powieść Akwarium
- serial Akwarium, czyli samotność szpiega